# Villabáñez (kommunhuvudort)
Villabáñez är en kommunhuvudort i Spanien.   Den ligger i provinsen Provincia de Valladolid och regionen Kastilien och Leon, i den centrala delen av landet, 150 km nordväst om huvudstaden Madrid. Villabáñez ligger 742 meter över havet och antalet invånare är 485.
Terrängen runt Villabáñez är kuperad åt nordväst, men åt sydost är den platt. Runt Villabáñez är det glesbefolkat, med 10 invånare per kvadratkilometer. Närmaste större samhälle är Valladolid, 17,0 km väster om Villabáñez. Trakten runt Villabáñez består till största delen av jordbruksmark.